# Dăncioanea
Dăncioanea este un sit de importanță comunitară (SCI) desemnat în scopul protejării biodiversității și menținerii într-o stare de conservare favorabilă a florei spontane și faunei sălbatice, precum și a habitatelor naturale de interes comunitar aflate în arealul zonei protejate. Acesta este situat în sud-vestul României, pe teritoriul administrativ al județului Caraș-Severin.

## Localizare
Aria naturală se află în extremitatea nord-estică a județului Caraș-Severin aproape de limita teritorială cu județul Hunedoara, pe teritoriul sudic al satului Bucova.

## Înființare
Zona a fost declarată sit de importanță comunitară prin Ordinul Ministerului Mediului și Dezvoltării Durabile Nr.1964 din 13 decembrie 2007 (privind instituirea regimului de arie naturală protejată a siturilor de importanță comunitară, ca parte integrantă a rețelei ecologice europene Natura 2000 în România) și se întinde pe o suprafață de 356,3 hectare.

## Biodiversitate
Situl reprezintă o suprafață încadrată în regiunea biogeografică alpină a Munților Retezat-Godeanu-Țarcu (stâncării, abrupturi calcaroase și grohotișuri, păduri de foioase și molidișuri, păduri în amestec, văi și culmi), arie protejată ce adăpostește o mare diversitate faunistică și conservă habitate naturale de păduri acidofile de Picea abies.
Printre speciile faunistice aflate la baza desemnării sitului se află ursul brun (Ursus arctos), lupul cenușiu (Canis lupus), râsul eurasiatic (Lynx lynx) și izvorașul-cu-burta-galbenă (Bombina variegata).